# Axel Leopold Wiberg
Axel Leopold Wiberg, född 6 augusti 1867 i Hedvig Eleonora församling i Stockholm, död 29 juli 1890 i Skogkvarn i Södermanland (kyrkobokförd i Stockholms Katarina församling), var en svensk målare. Wiberg studerade vid Konstakademien 1886–1890, men ett långvarigt bröstlidande (tuberkulos) avbröt hans konstnärsbana och liv. Wiberg är representerad vid bland annat Östergötlands museum, Linköpings kommun och Sjöhistoriska museet.